# Эноксен, Ханс
Ханс Эноксен (гренл. Hans Enoksen; род. 7 августа 1956, Итиллек) — гренландский политический деятель. Руководитель Правительства местного самоуправления Гренландии с 14 декабря 2002 по 10 июня 2009 года.
Сформировал своё второе правительство по результатам парламентских выборов 15 ноября 2005 года, на которых наибольшее количество голосов получила возглавляемая им социал-демократическая партия «Сиумут» («Вперёд»). В состав коалиционного правительства вошли также представители партии левого направления «Инуит Атакатигиит» и правоцентристской партии «Атассут».
В апреле 2007 года представители партии «Инуит Атакатигиит» вышли из Правительства местного самоуправления Гренландии в связи с разногласиями по методике подсчёта уловов креветки — основного источника доходов рыболовства Гренландии. В местном правительстве Гренландии остались представители партий «Сиумут» и «Атассут», коалиция которых, получившая новое название «Северное сияние», по-прежнему сохраняет большинство мест в местном парламенте Гренландии (16 из 31).
На парламентских выборах, прошедших 2 июня 2009 года «Сиумут» потерпела серьёзное поражение, получив только 26,5 %голосов избирателей, и вынуждена уйти в оппозицию, предоставив право сформировать новое правительство партии «Инуит Атакатигиит».
После поражения своей партии на выборах Ханс Эноксен принял решение покинуть политику и вернуться в свою родную деревню, чтобы жить жизнью частного человека. Впрочем, на выборах 2013 года был вновь избран в парламент, а на следующих, состоявшихся в 2014 году, возглавил отколовшуюся от партии «Сиумут» партию «Налерак», занявшую более правые позиции, чем «Сиумут», и получившую 3 места в новом созыве парламента. Первоначально «Налерак» оказалась в оппозиции, но в ноябре 2016 года вошла в новое правительство лидера «Сиумут» Кима Кильсена, в котором Эноксен занял посты вице-премьера и министра рыболовства и охоты.
Ханс Эноксен говорит только на гренландском языке.